# ألبرتو كايارغا
ألبرتو كايارغا فرنانديز هو لاعب كرة قدم إسباني، من مواليد 17 سبتمبر 1996، يلعب كجناح لنادي رادومياك رادوم البولندي.
ولد في أفيليس، أشتورية، وانضم إلى نادي سبورتينغ خيخون للشباب في عام 2014، وفي 3 يناير 2023، انضم إلى رادومياك رادوم في صفقة حتى نهاية الموسم مع خيار التمديد. في 8 فبراير من ذلك العام، بعد ظهوره مرتين فقط في الدوري، مدد النادي عقده حتى عام 2025.

## روابط خارجية
- ألبرتو كايارغا على موقع قاعدة بيانات كرة القدم.إي يو (الإنجليزية)
- ألبرتو كايارغا على موقع Soccerway.com (الإنجليزية)